# ورزشگاه پولیود
ورزشگاه پولیود یک ورزشگاه چند منظوره است که در اسپلیت کرواسی قرار دارد. ورزشگاه پولیود در سپتامبر ۱۹۷۹ گشایش یافت و ظرفیت آن ۳۴٬۱۹۸ تن است. این ورزشگاه هم‌اکنون خانهٔ باشگاه فوتبال هایدوک اسپلیت محسوب می‌شود و تیم ملی فوتبال کرواسی نیز برخی مسابقات خود را در این ورزشگاه برگزار می‌کند.

## نگارخانه

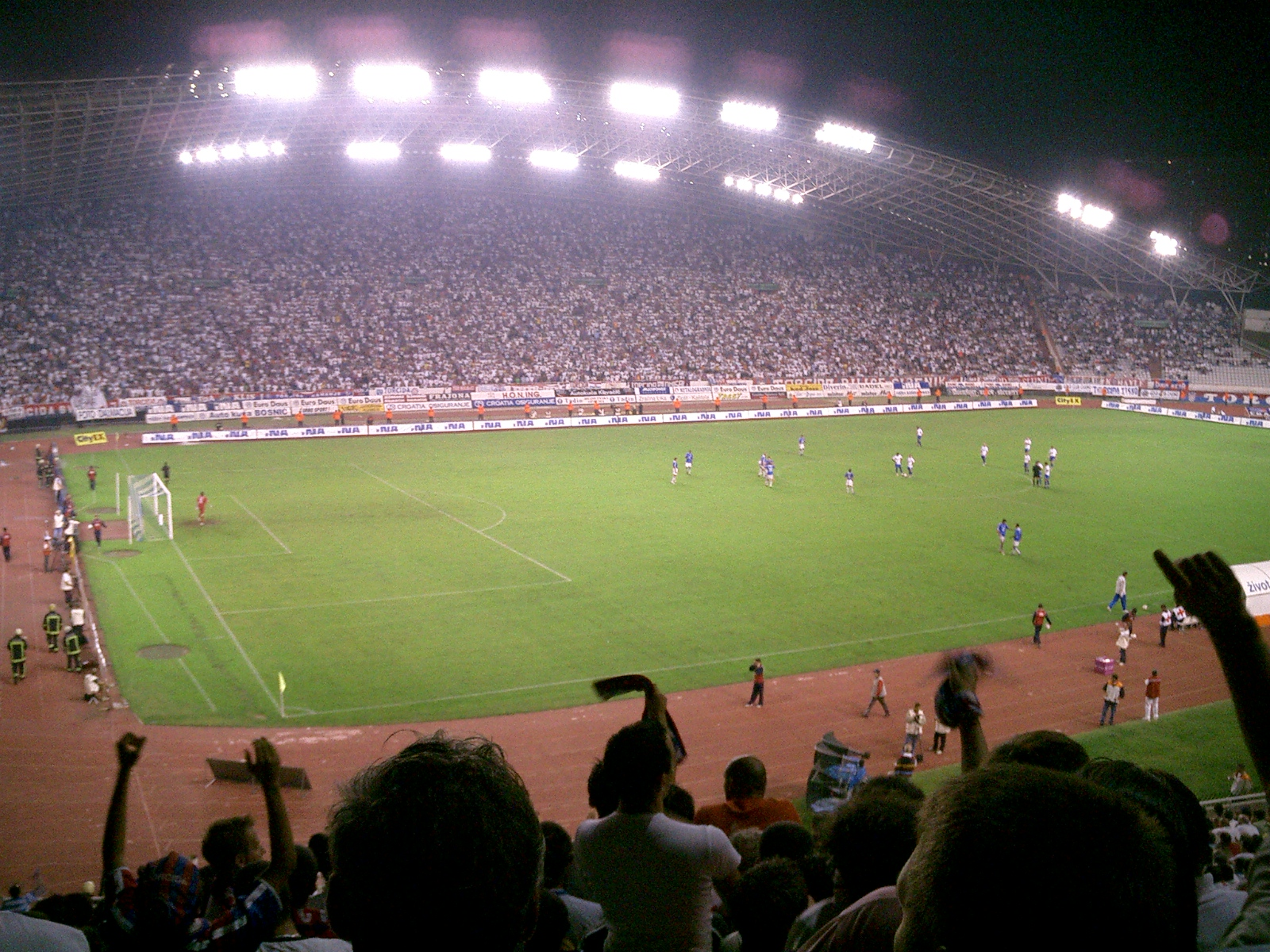
ورزشگاه هنگام برگزاری مسابقه‌ای در سال ۲۰۰۶
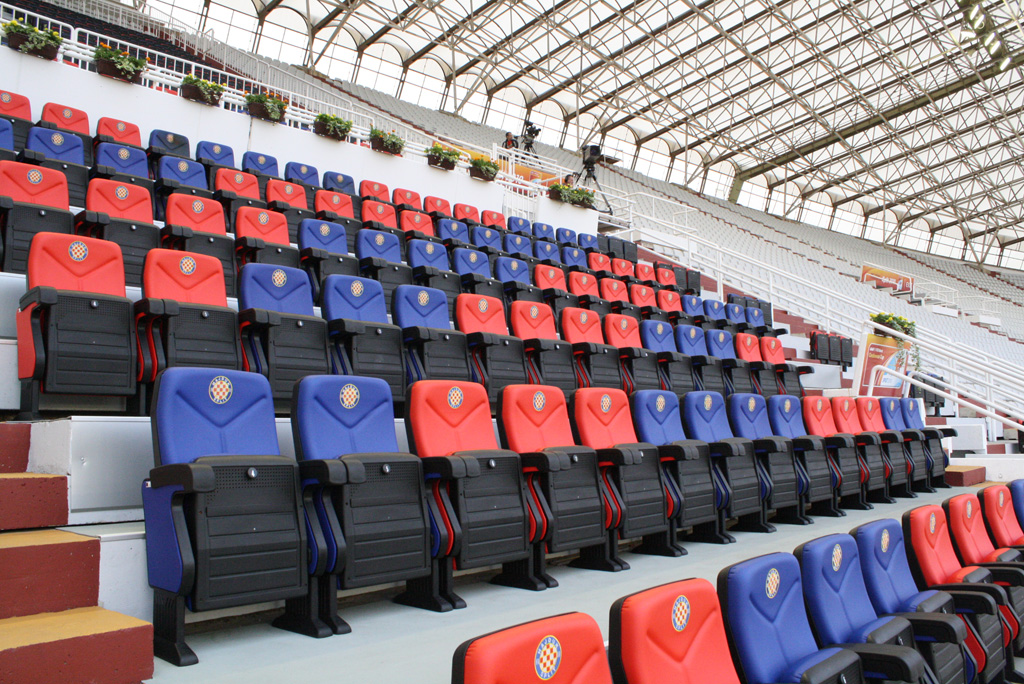
نمایی از جایگاه ویژه
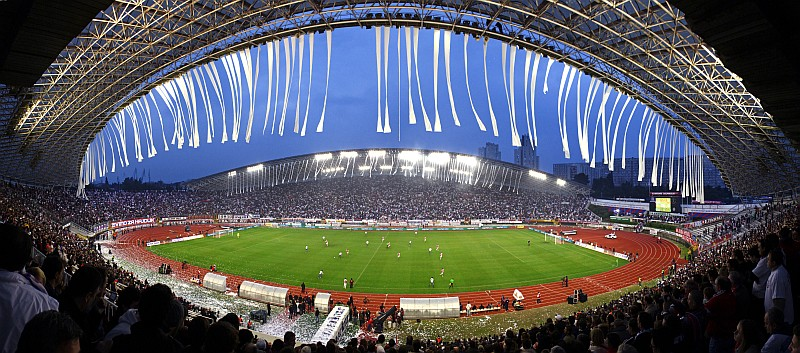
نمایی از ورزشگاه در سال ۲۰۱۱
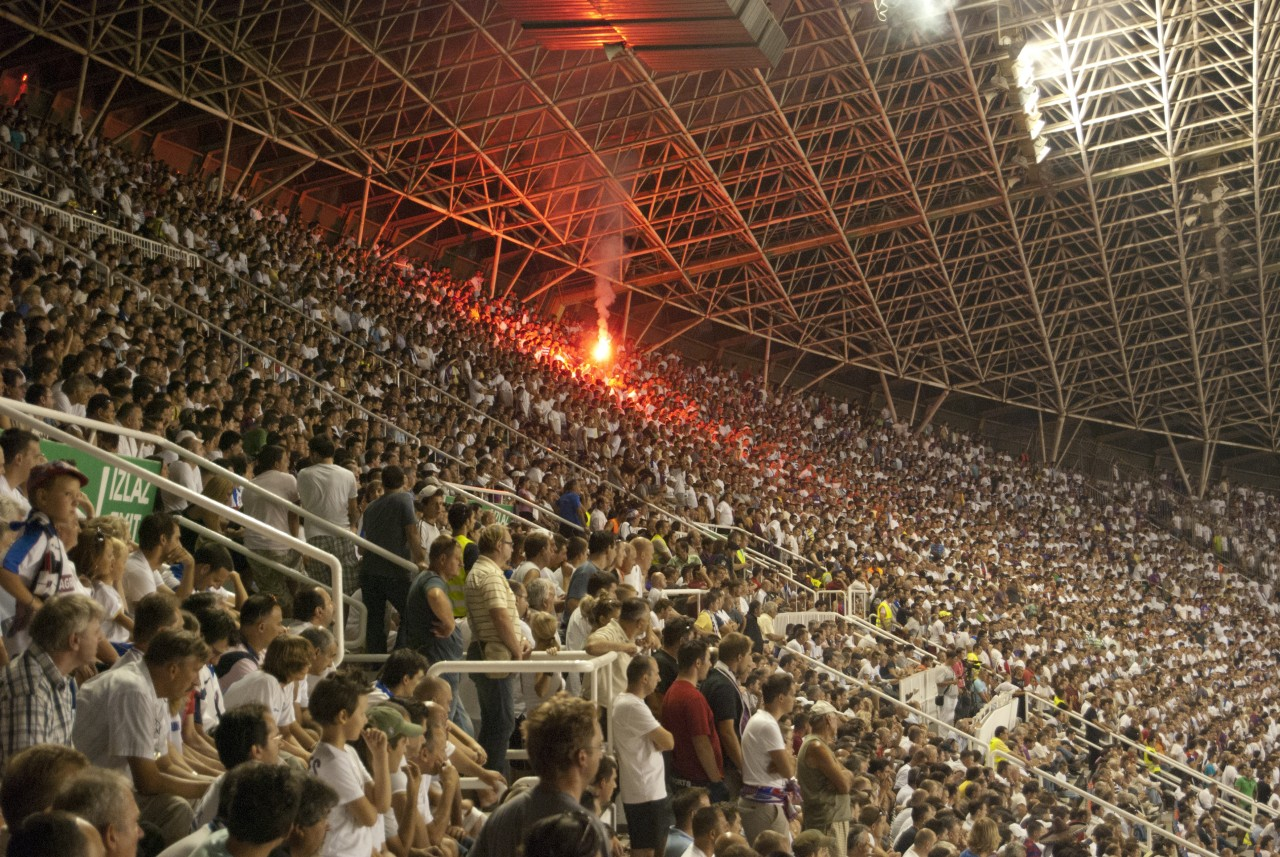
نمایی از تماشاگران حاضر در جایگاه باختری ورزشگاه
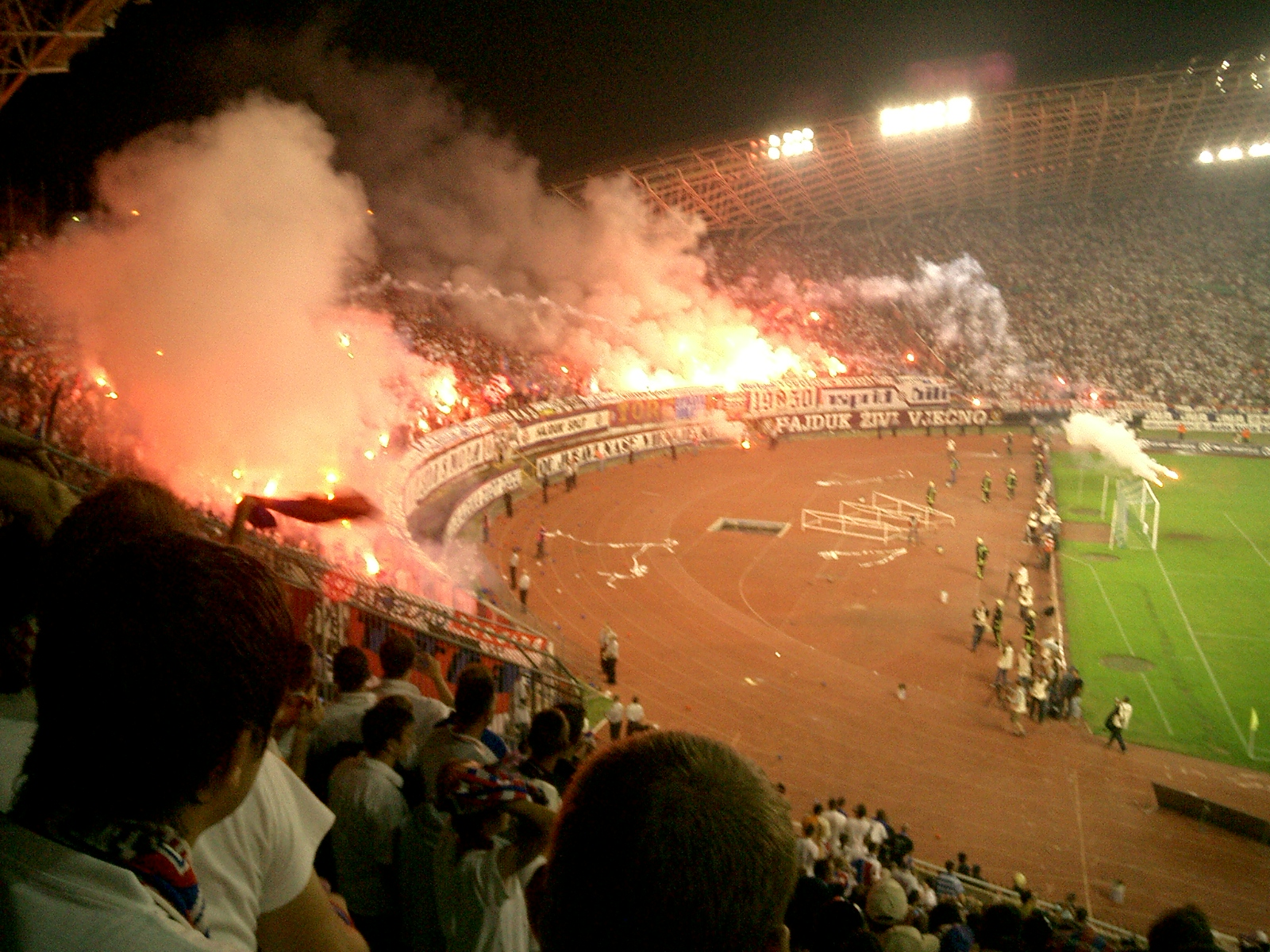
نمایی از هواداران حاضر در ورزشگاه در سال ۲۰۰۶